# Dacia Duster
Dacia Duster er den første SUV fremstillet af den rumænske bilproducent Dacia, der er ejet af franske Renault. Bilen blev officielt fremvist første gang den 8. december 2009 og er blevet solgt fra 2010.  Den blev introduceret i Danmark i marts 2014.[kilde mangler]